# سنان (اسم)
سنان هو اسم علم مذكر من أصل عربي، ومعناه هو نصل الرمح المسن؛ يقال سن سكينه ب السنان وأبو سنان الأسدي صحابي أول من بايع بيعة الحديبية.

## وصلات خارجية
- موسوعة السلطان قابوس لأسماء العرب نسخة محفوظة 5 أبريل 2019 على موقع واي باك مشين.